# Spinilabochilus deserticola
Spinilabochilus deserticola  (лат.) — вид одиночных ос (Eumeninae).

## Распространение
Пустыни южного Казахстана и Туркмения.

## Описание
Длина тела менее 1 см. Окраска чёрная с жёлтыми пятнами и перевязями. Задний край 2-го тергита брюшка отогнут кверху. Зубцы на переднем крае наличника тесно сближенные (иная форма тергита и клипеуса у близкого вида Spinilabochilus turcmenicus Kurzenko).